# Green Bay Packers 1960
La stagione 1960 dei Green Bay Packers è stata la 40ª della franchigia nella National Football League. La squadra, allenata da Vince Lombardi, ebbe un record di 8-4, terminando prima nella Western Conference e qualificandosi per la sua prima finale dal 1944.
La finale fu contro i campioni della Eastern Conference, i Philadelphia Eagles (10–2), e si tenne al Franklin Field di Filadelfia lunedì 26 dicembre. Due anni prima nel 1958, entrambe le squadre erano terminate ultime nelle rispettive conference, vincendo complessivamente tre partite. In una partita equilibrata, i Packers si trovarono in vantaggio nel quarto periodo, ma persero per 17–13. Fu l'unica sconfitta nei playoff della carriera di Vince Lombardi. Green Bay fece ritorno in finale nei due anni successivi, vincendo in entrambi i casi.

## Roster
| Roster dei Green Bay Packers nel 1960 |
| --- |
| Quarterback - Lamar McHan - Bart Starr Running Back - Lew Carpenter - Larry Hickman - Paul Hornung - Tom Moore - Jim Taylor Wide Receiver - Boyd Dowler - Gary Knafelc - Max McGee Tight End - Ron Kramer - Steve Meilinger Offensive Linemen - Andy Cvercko - Forrest Gregg - Ken Iman - Jerry Kramer - Norm Masters - John Miller - Jim Ringo - Bob Skoronski Defensive Linemen - Ken Beck - Willie Davis - Dave Hanner - Henry Jordan - Bill Quinlan Linebacker - Tom Bettis - Dan Currie - Ray Nitschke Defensive Back - Hank Gremminger - Dale Hackbart - Dick Pesonen - John Symank - Emlen Tunnell - Jesse Whittenton - Paul Winslow - Willie Wood Special Team {{{st}}} |
| Legenda - I rookie sono in corsivo. - Il primo ruolo è il principale mentre gli eventuali successivi indicano i ruoli secondari. - (IR) sta per Injured Reserve ed indica la lista ristretta per un solo giocatore infortunato che può tornare ad allenarsi dopo la settimana 6 e a rientrare in prima squadra dopo che questa ha giocato 8 partite. - (NF-Inj.) / (NF-Ill.) stanno rispettivamente per Non-Football Injured e Non-Football Illness ed indicano le liste dove viene inserito un giocatore che ha un infortunio o una malattia non dipendente dal football americano. - (PUP) sta per Physically Unable to Perform ed indica la lista dove viene inserito un giocatore mentre è in attesa di recuperare la condizione fisica. Nella stagione regolare dopo la sesta partita giocata dalla propria squadra, il giocatore ha tempo tre settimane per riprendere ad allenarsi, più tre settimane aggiuntive dal suo rientro agli allenamenti per rientrare in prima squadra. |

## Calendario
| Stagione regolare |                    |                        |                    |                    |                               |                    |
| Turno             | Data               | Avversario             | Risultato          | Record             | Stadio                        | Pubblico           |
| 1                 | 25 settembre       | Chicago Bears          | S 14–17            | 0–1                | City Stadium                  | 32,150             |
| 2                 | 2 ottobre          | Detroit Lions          | V 28–9             | 1–1                | City Stadium                  | 32,150             |
| 3                 | 9 ottobre          | Baltimore Colts        | V 35–21            | 2–1                | City Stadium                  | 32,150             |
| 4                 | Settimana di pausa | Settimana di pausa     | Settimana di pausa | Settimana di pausa | Settimana di pausa            | Settimana di pausa |
| 5                 | 23 ottobre         | San Francisco 49ers    | V 41–14            | 3–1                | Milwaukee County Stadium      | 39,914             |
| 6                 | 30 ottobre         | at Pittsburgh Steelers | V 19–13            | 4–1                | Forbes Field                  | 30,155             |
| 7                 | 6 novembre         | Baltimore Colts        | S 24–38            | 4–2                | Memorial Stadium              | 57,808             |
| 8                 | 13 novembre        | Dallas Cowboys         | V 41–7             | 5–2                | City Stadium                  | 32,294             |
| 9                 | 20 novembre        | Los Angeles Rams       | S 31–33            | 5–3                | Milwaukee County Stadium      | 35,763             |
| 10                | 24 novembre        | at Detroit Lions       | S 10–23            | 5–4                | Tiger Stadium                 | 51,123             |
| 11                | 4 dicembre         | at Chicago Bears       | V 41–13            | 6–4                | Wrigley Field                 | 46,406             |
| 12                | 10 dicembre        | at San Francisco 49ers | V 13–0             | 7–4                | Kezar Stadium                 | 53,612             |
| 13                | 17 dicembre        | at Los Angeles Rams    | V 35–21            | 8–4                | Los Angeles Memorial Coliseum | 53,445             |

### Playoff
| Stagione regolare |                  |                        |           |                |          |
| Turno             | Data             | Avversario             | Risultato | Stadio         | Pubblico |
| Finale            | 26 dicembre 1960 | at Philadelphia Eagles | S 13–17   | Franklin Field | 67,325   |

## Classifiche
| NFL Western Conference |   |    |   |      |       |     |     |     |
|                        | V | S  | P | %    | DIV   | PF  | PS  | STR |
| Green Bay Packers      | 8 | 4  | 0 | .667 | 7–4   | 332 | 209 | V3  |
| Detroit Lions          | 7 | 5  | 0 | .583 | 7–4   | 239 | 212 | V4  |
| San Francisco 49ers    | 7 | 5  | 0 | .583 | 7–4   | 208 | 205 | V1  |
| Baltimore Colts        | 6 | 6  | 0 | .500 | 5–6   | 288 | 234 | S4  |
| Chicago Bears          | 5 | 6  | 1 | .455 | 5–5–1 | 194 | 299 | S3  |
| Los Angeles Rams       | 4 | 7  | 1 | .364 | 4–6–1 | 265 | 297 | S1  |
| Dallas Cowboys         | 0 | 11 | 1 | .000 | 0–6   | 177 | 369 | S1  |

Nota:  i pareggi non venivano conteggiati ai fini della classifica fino al 1972.